# 배틀 인 아웃터 스페이스
배틀 인 아웃터 스페이스(宇宙大戦争, Battle In Outer Space)는 일본에서 제작된 혼다 이시로 감독의 1959년 SF 영화이다. 이케베 료 등이 주연으로 출연하였고 타나카 토모유키 등이 제작에 참여하였다.

## 출연

### 주연
- 이케베 료
- 안자이 쿄코

### 조연
- 센다 코레야
- 타카다 미노루
- 레너드 스탠포드
- 해롤드 콘웨이
- 츠키야 요시오
- 이토 히사야
- 키리노 나다오
- 무라카미 후유키
- 말콤 피어스
- 레너드 월쉬
- 노무라 코조
- 사와무라 이키오
- 오카베 타다시
- 오카 유타카
- 츠츠미 야스히사
- 사토 코이치
- 오가타 린사쿠
- 카토 시게오
- 카도와키 사부로
- 곤도 유키히코
- 조지 휘트먼
- 엘리즈 리치터
- 로마 칼슨
- 오스먼 유스프
- 하인즈 볼머
- 쿠마가이 타쿠조
- 테즈카 카츠미
- 츠다 미츠오
- 키사오 하타모치
- 아라키 야스오
- 야마다 케츠미
- 카미무라 요키코세
- 히로타 신지로
- 조지 와이먼

## 제작진
- 미술: 아베 테루아키